# Григоровы
Григоровы — древний дворянский род, из Новгородских бояр.
При подаче документов (1686), для внесения рода в Бархатную книгу, была предоставлена родословная роспись Григоровых и царская вотчинная жалованная грамота Ивану Львовичу Григорову на село Олешковское в Комаровском стане Коломенского уезда (1615). за подписью Демида Григорова.

## Происхождение и история рода
Потомство выехавшего из «немец» в Новгород в 1-й половине XV столетия, Григора, откуда и пошла фамилия, в крещении Григорий. Его внук Иван Захарьевич новгородский боярин, а правнуки Иван и Василий переведены в Москву (1495).
С начала XVII столетия род разделся на несколько ветвей:
1. от Андрея Гавриловича, испомещенного (1629) записана в VI часть дворянской родословной книги Владимирской губернии (Гербовник, VIII, 74);
2. от Федота Елистратовича, служившего (1628) по Рязани «с городом» и его внука Василия Степановича, записана в VI часть родословной книги Тульской губернии;
3. от Даниила Ивановича, пожалованного вотчиною (1675) записана в VI часть родословных книг Орловской и Тульской губерний (Гербовник, IX, 100);
4. от Ивана Григорова, верстанного поместьем (1627) и его правнука Федосея Ивановича, записана в VI часть родословной книги Рязанской губернии;
5. от Леонтия Ивановича, владевшего поместьем (1628) записана в VI часть родословной книги Рязанской губернии[5],
6. от Трофима Васильевича, владевшего поместьем (1626) в Рязанском уезде; потомство его внука, Митрофана Васильевича, было записано в VI часть родословной книги Рязанской губернии, но Герольдией не утверждено в древнем дворянстве.

Есть ещё целый ряд дворянских родов Григоровых более позднего происхождения.
В XVI—XVIII веках большое число представителей рода Григоровых служили митрополитам, патриархам Московским, Святейшему Синоду.
Пётр и Алферий Григоровы дьяки (1536). Второй Антонович и Фёдор Симонович убиты под Казанью (1552), их  имена занесены в синодик московского Успенского собора на вечное поминовение. Ананий Фёдорович владел поместьем в Рязанском уезде (1553). Иван, Леонтий и Третьяк Григоровы — патриаршие дети боярские по Ростову (1591).
Леонтий Иванович голова при встрече Цесарского посла (1611). Данила Иванович служил в кречетниках и пожалован вотчиной в Каширском уезде (1675), Мордан Васильевич ястребник. В последней четверти XVII столетия десять представителей рода владели поместьями в Коломенском уезде. В списке патриарших дворян и детей боярских при патриархе Адриане (1691) всего поименованы 209 человек, из них Григоровых — 17.
Пятнадцать представителей рода владели населёнными имениями (1699).

## Описание гербов

#### Герб Григоровых 1785 г.
В Гербовнике Анисима Титовича Князева 1785 года имеется изображение печати с гербом Ивана Александровича Григорова: щит, разделен горизонтально на две равные части. В верхней части, имеющей серебряное поле, изображены фигурные золотые буквы фамилии и имени гербовладельца (титлы). В нижней части, имеющей синее поле, означены золотом: вертикально, острием вверх — копьё. Диагонально, в правую в верхнюю сторону, на копье лежит лук с натянутой стрелой, острием вверх (изм. польский герб Лук). Щит увенчан коронованным дворянским шлемом с клейнодом на шее. Цветовая гамма намёта не определена. По бокам щита означены: знамёна, сабля, трубы, пушка. Щит стоит на земле.

#### Герб. Часть VIII № 74.
Герб рода Григоровых: щит разделён горизонтально надвое, в верхней половине, в голубом поле, изображены крестообразно серебряные сабля и стрела, остриями вверх (изм. польский герб Пржестржал) и под ними серебряная подкова шипами вниз (польский герб Ястршембец). В нижней половине, в красном поле, находится серебряная крепость с тремя башнями и с растворёнными воротами (польский герб Гржимала).
Щит увенчан дворянскими шлемом и короной. Нашлемник: три страусовых пера. Намёт на щите голубой и красный, подложенный серебром. Щитодержатели: два льва.

## Известные представители
- Григоров Иван Васильевич — дьяк (1598).
- Григоров Леонтий Иванович — московский дворянин (1670—1677), стольник (1686—1692).
- Григоровы: Данила Иванович и Демид Данилович — московские дворяне (1677—1679).
- Григоров Иван Данилович — стряпчий (1683), стольник (1686—1692).
- Григоровы: Василий и Анурей Васильевичи — стольники (1686—1692).
- Григоров Прохор Васильевич — стольник (1692)[10].
- Григоров Василий Васильевич (1860—1911) — генерал-лейтенант, губернатор Самаркандской области.
- Григоров Александр Александрович (1904—1989) — историк и генеалог, почётный гражданин г. Костромы (1989).